# Paseíllo

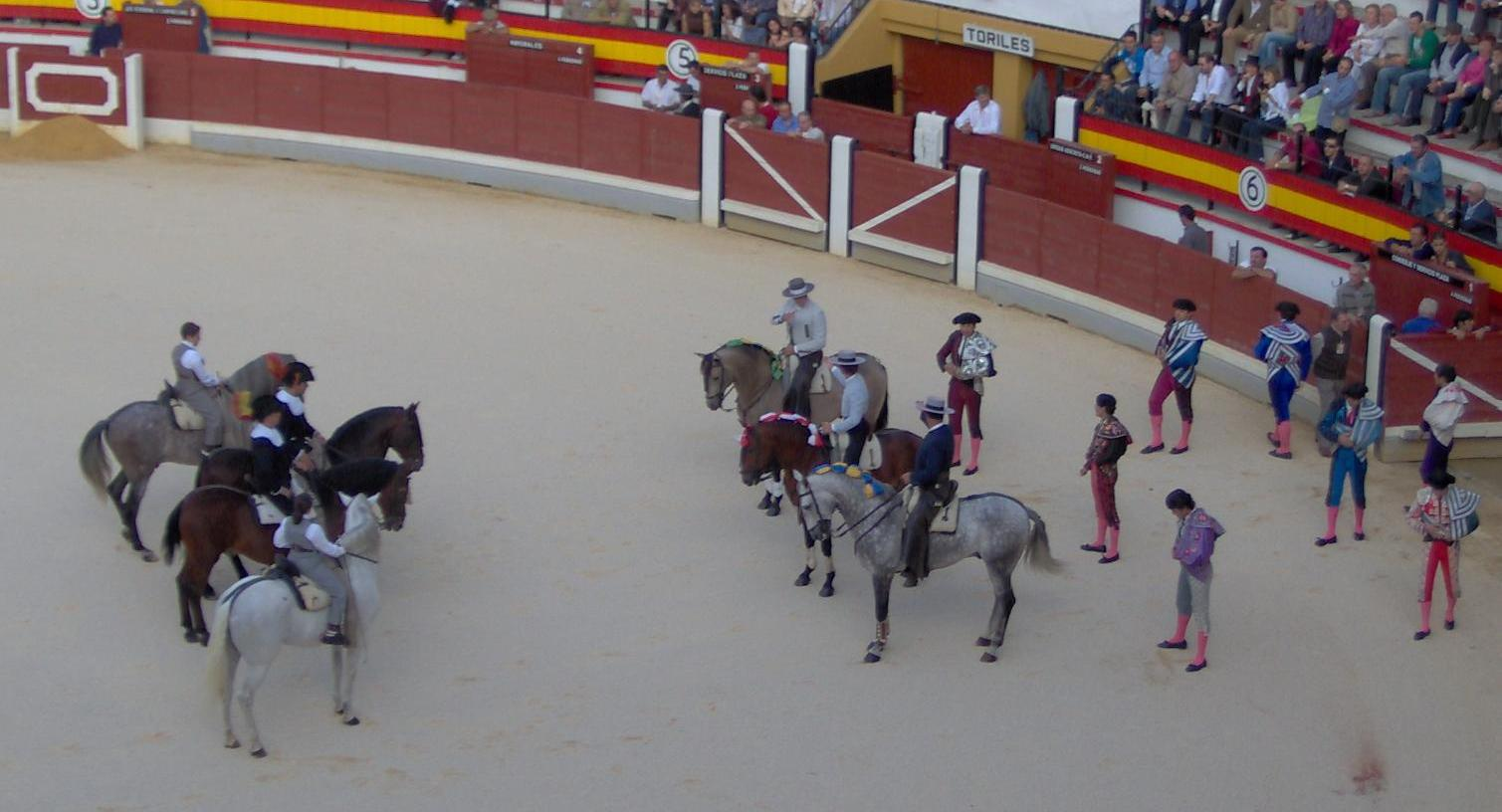
Cuadrillas preparadas para el paseíllo en una corrida de rejoneadores.

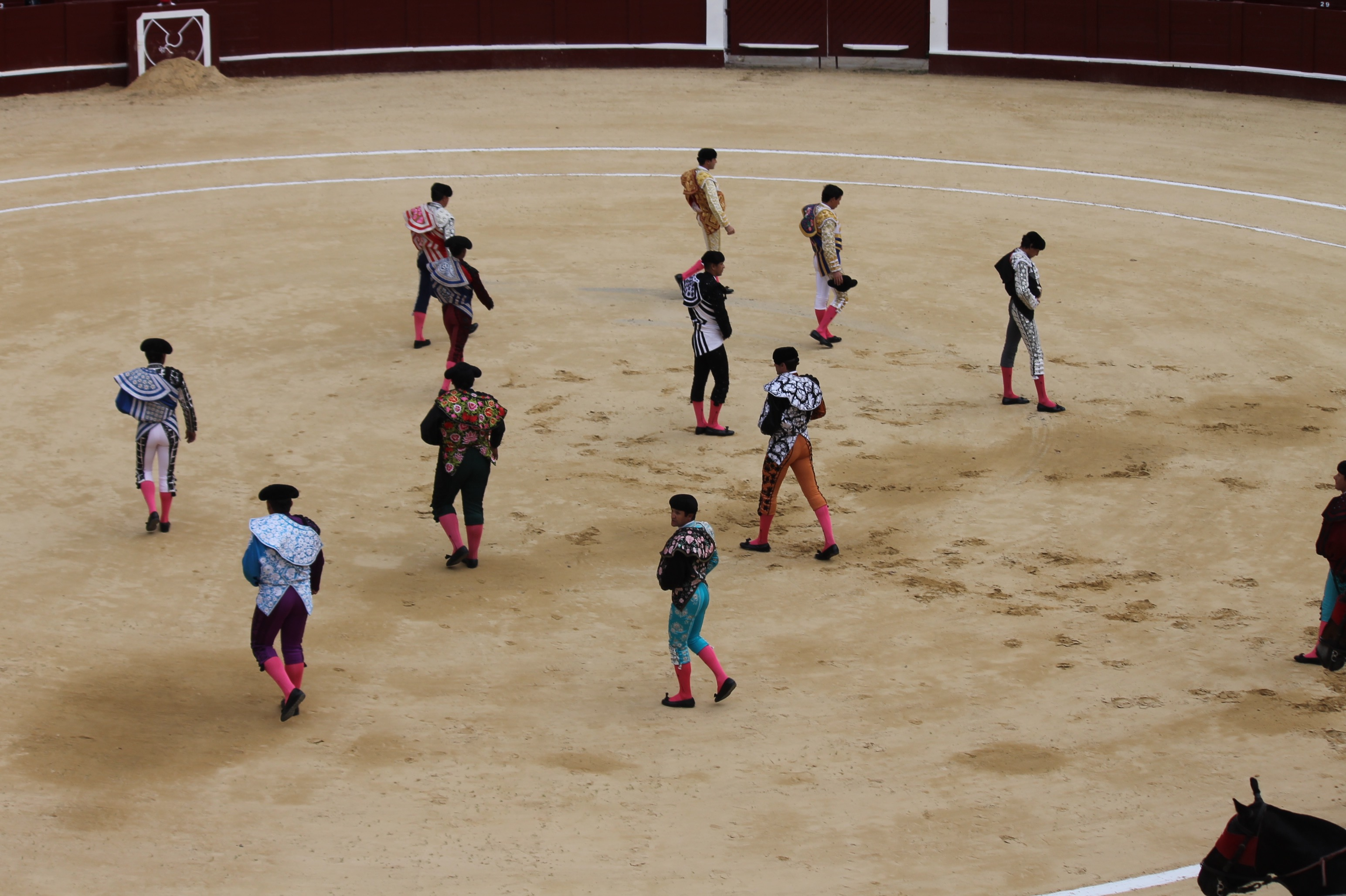
Paseíllo, Plaza de toros La Santamaría, Bogotá

El paseíllo es un término taurino que se refiere al paseo que dan por el ruedo las cuadrillas de toreros al presentarse ante el público.

## Estructura
Tras los alguacilillos, que van a caballo, van los tres toreros (o rejoneadores) situados por orden de antigüedad desde que tomaron la alternativa. Vistos de frente, en el lado derecho de la primera fila se sitúa el espada más veterano, en el centro el más novicio y a la izquierda el intermedio.
Detrás de la fila de matadores van los tres banderilleros del primer torero, en la tercera fila los del segundo, y en la cuarta fila los del tercero, respetándose de derecha a izquierda la veteranía de cada uno.
A continuación, de dos en dos, marchan los picadores montados a caballo, ordenados según la antigüedad de sus jefes y la propia. Al final del desfile van a pie los mozos de caballos y areneros seguidos de las mulas y los mulilleros.